# 蓮見新田
蓮見新田（はすみしんでん）は、埼玉県さいたま市緑区の大字。郵便番号は336-0924。現在区域に人家は無く、芝川第一調節池の建設が進んでいる。

## 地理

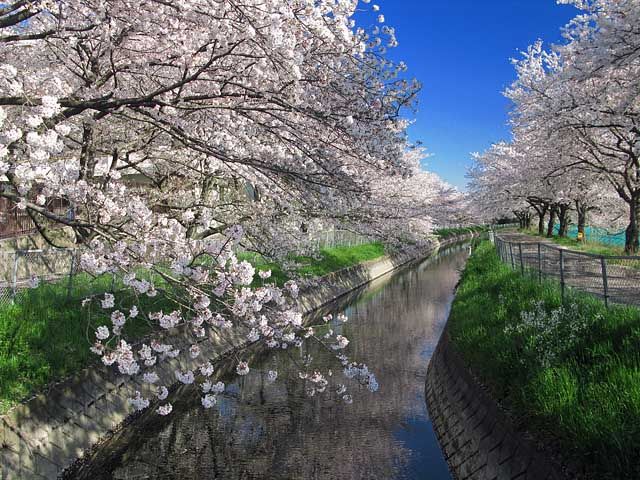
見沼代用水西縁 （2014年）

さいたま市緑区東部の沖積平野に位置する。地区の東側で大字大間木の飛地、南側で大字大牧の飛地、西側で東浦和、北側で大字大牧の飛地と隣接する。全域が市街化調整区域である。地区の西端を流れる見沼代用水西縁と東端を流れる芝川に囲まれており、将来的には芝川第一調節池の西側の池となる。

## 地名の由来
1730年（享保15年）に大牧村の蓮見万之助が開墾し、1788年（天明8年）にその子である蓮見亭次郎が開拓した新田であることからこのように呼ばれる。
さいたま市浦和くらしの博物館民家園には市内最古の民家である旧蓮見邸が移築復元されている。

### 小字
- 東浦[6]

隣接町丁の東浦和や最寄り駅の東浦和駅とは無関係である。

## 歴史
もとは江戸期より存在した武蔵国足立郡木崎領に属する大牧村（現大牧）で、1805年（文化2年）より中尾村（現中尾）に属したが、文政年間（1818年〜1831年）以降に分村して蓮見新田で独立していた。村高は『天保郷帳』では66石余であった。
- 発足時は幕府領（幕府直轄領）で以降変遷なし[5][4]。
- 幕末時点では足立郡蓮見新田であった。明治初年の『旧高旧領取調帳』の記載によると、代官大竹左馬太郎支配所が管轄する幕府領であった[7]。
- 1868年（慶応4年）6月19日 - 旧幕府領が武蔵知県事・山田政則（忍藩士）の管轄となる。
- 1869年（明治2年） 
  - 1月13日 - 武蔵知県事・宮原忠英の管轄区域に大宮県を設置、同県の管轄となる。県庁は東京府馬喰町に置かれる。
  - 9月29日 - 県庁が浦和に置かれ浦和県に改称。
- 1871年（明治4年）11月13日 - 第1次府県統合により埼玉県の管轄となる。
- 1879年（明治12年）3月17日 - 郡区町村編制法により成立した北足立郡に属す。郡役所は浦和宿に設置。
- 1889年（明治22年）4月1日 - 町村制施行により、大牧、中尾、大間木、井沼方、下山口新田、蓮見新田4箇村2新田が合併し、尾間木村が成立[8]。尾間木村の大字蓮見新田となる[5]。
- 1940年（昭和15年）4月17日 - 尾間木村は同郡三室村と共に浦和市へ編入され[8]、浦和市の大字となる。
- 1979年（昭和54年） - 芝川第一調節池の造成に着手する。
- 2001年（平成13年）5月1日 - 浦和市が、与野市、大宮市と合併しさいたま市となり、さいたま市の大字となる。
- 2002年 (平成14年) 12月7日 - 東浦和第一土地区画整理事業が完了し[9]、蓮見新田の一部が東浦和五丁目に編入。これにより6人居た地区内の居住者が0人になる[1]。
- 2003年（平成15年）4月1日 - さいたま市が政令指定都市に移行しさいたま市緑区の大字となる。

## 小・中学校の学区
市立小・中学校に通う場合、学区（校区）は以下の通りとなる。
| 番地 | 小学校                 | 中学校                   |
| ---- | ---------------------- | ------------------------ |
| 全域 | さいたま市立大牧小学校 | さいたま市立尾間木中学校 |

## 交通

### 鉄道
- 武蔵野線東浦和駅がおよそ500メートル南西にある。

## 周辺施設
- 浦和明の星女子中学校・高等学校（東浦和六丁目）
- 大間木公園（大間木）